# Consumo specifico di combustibile
Il consumo specifico di combustibile è un indice che viene utilizzato sui motori termici, che a seconda di cosa viene misurato indica caratteristiche diverse, cambiando nome a sua volta, si esprime in grammi di carburante per kilowattora di potenza (g/kWh).

## Indice di consumo

Grafico isoconsumo (g/kWh) specifico di un motore diesel, in ascissa il regime motore, in ordinata la pressione d'aspirazione (apertura comando gas)